# 王艮 (元朝)
王艮（？—？），字止善，齋名止止齋，人稱王止齋，浙江諸暨人，元朝政治人物。
為人有氣節，讀書務求明理，學以致用。曾任廬州錄事判官。淮東宣慰司召其為令史，止齋以廉能稱道。後再調峽州總管府知事，又被召為江浙行省掾史。後，元朝廷又設置諸市舶司，止齋隨著中央官員到閩南泉州，並建言：「如果買舊有之船來交付舶商，則節省金錢並容易召集工人，還能杜絕官吏居中牟利。」中書省隨其言行事，省了公費五十多萬緡錢。著有《止止齋稿》。
《儒林外史》中的王冕是他的學生。

## 延伸阅读
[在维基数据编辑]
 《元史/卷192》，出自宋濂《元史》
 《新元史/卷203》，出自柯劭忞《新元史》